# Scylacosaurus
Scylacosaurus is een geslacht van uitgestorven therapsiden, behorend tot de Therocephalia. Het leefde in het Laat-Perm (ongeveer 259 - 254 miljoen jaar geleden) en zijn fossiele overblijfselen zijn gevonden in Zuid-Afrika.

## Naamgeving
De typesoort Scylacosaurus sclateri werd in 1903 benoemd door Robert Broom. De geslachtsnaam is afgeleid van het Grieks skylax, 'puppy'. De soortaanduiding eert William Lutley Sclater, de directeur van het South African Museum en de zoon van de beroemde paleontoloog Philip Lutley Sclater.
Het holotype is SAM 634, een schedel in Zuid-Afrika gevonden in bodems die dateren uit het Laat-Perm in het district Colesberg. Andere fossielen die later werden ontdekt en beschreven als Scylacosaurus falkenbachi, holotype AMNH 5560, werden later toegewezen aan de typesoort.

## Beschrijving
Dit dier was een kleine tot middelgrote therapside en was niet langer dan één meter. De schedel was ongeveer twaalf centimeter lang en laag van vorm; met name de snuit was nogal langwerpig en de sagittale top was vrij laag. 

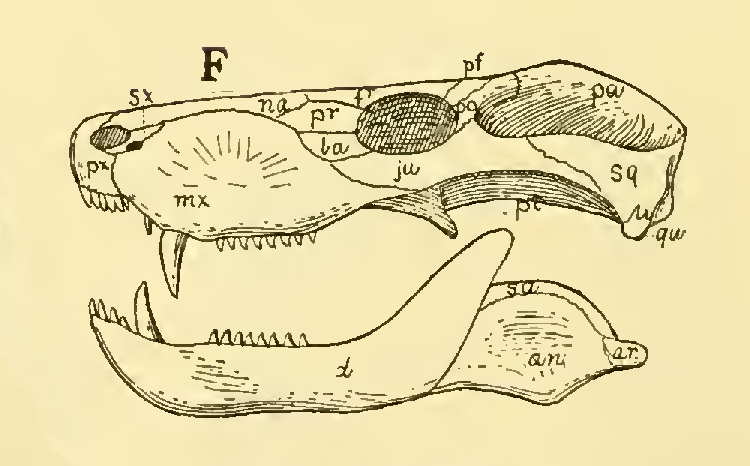
Diagram van de schedel

Er stonden zes voortanden in de bovenkaak, gevolgd door een matig ontwikkelde hoektand, een diastema en zeven kleine postcaninen, waarvan de eerste iets groter was dan de andere. De prevomeres bereikten de pterygoïde botten en scheidden de palatine botten. Tanden in het verhemelte waren alleen aanwezig op de pterygoïde botten en waren al verdwenen uit de palatinale botten (wat niet gebeurde bij Gorgonopsia). Het basisfenoïde had een sterke laterale uitgroei; het cavum epiptericum was nog niet opgenomen in de schedelholte en zat tussen het epipterygoïde en het prooticum. Het epipterygoïde was vrij smal, hoewel zeker groter dan dat van de gorgonopiden.

## Fylogenie
Scylacosaurus is een vertegenwoordiger van Therocephalia, een zeer diverse en gespecialiseerde groep therapsiden. Het lijkt erop dat Scylacosaurus een tamelijk archaïsche therocephaliër was, niet bijzonder gespecialiseerd, maar zeker meer afgeleid dan de oudere Trochosaurus, Hyaenasuchus en Lycosuchus.

## Paleo-ecologie
Scylacosaurus was waarschijnlijk een carnivoor die kleine prooien at.